# Championnats du monde de cyclo-cross 1965
Navigation
Édition précédente Édition suivante
Les championnats du monde de cyclo-cross 1965 ont lieu le 14 février 1965 à Cavaria con Premezzo en Italie. Une épreuve masculine est au programme.

## Podiums
| Épreuves | Or           | Argent         | Bronze           |
| -------- | ------------ | -------------- | ---------------- |
| Élites   | Renato Longo | Rolf Wolfshohl | Amerigo Severini |

## Classement des élites
| Pos. | Cycliste         | Pays                 | Temps       |
| ---- | ---------------- | -------------------- | ----------- |
|      | Renato Longo     | Italie               | 58 min 23 s |
|      | Rolf Wolfshohl   | Allemagne de l'Ouest | + 0:13      |
|      | Amerigo Severini | Italie               | + 1:21      |
| 4    | Roger De Clercq  | Belgique             | + 2:09      |
| 5    | Amelio Mendijur  | Espagne              | + 3:06      |
| 6    | Albert Van Damme | Belgique             | + 3:32      |
| 7    | Pierre Bernet    | France               | + 3:45      |
| 8    | Léon Scheirs     | Belgique             | + 3:46      |
| 9    | Joseph Mahé      | France               | + 3:50      |
| 10   | Huub Harings     | Pays-Bas             | + 4:26      |

## Tableau des médailles
| Rang | Nation               | Or | Argent | Bronze | Total |
| ---- | -------------------- | -- | ------ | ------ | ----- |
| 1    | Italie               | 1  | 0      | 1      | 2     |
| 2    | Allemagne de l'Ouest | 0  | 1      | 0      | 1     |